# 그레이칼라
그레이칼라(gray-collar)는 화이트칼라(사무직)와 블루칼라(육체노동직)의 중간에 있는 사람을 지칭한다. 기술의 혁신과 진보에 따라 사무가 기계화되는 것처럼 육체노동도 기계화하여 종래의 블루칼라와는 달리 화이트칼라적 성격의 작업에 종사하는 사람들을 가리킨다.

## 예
- 항공기 조종사
- 성직자
- 구급대원
- 농부 또는 농업 사업[2]
- 항공 승무원
- 소방관
- 장의사
- 법률사무 보조원
- 경찰관
- 군인
- 교장
- 셰프
- 기술직 또는 기술자[3]
- 속기사
- 교사
- 타이피스트